# Brachypelma schroederi
Brachypelma schroederi är en spindelart som beskrevs av Rudloff 2003. Brachypelma schroederi ingår i släktet Brachypelma och familjen fågelspindlar. Inga underarter finns listade.